# 129160 Ericpeters
129160 Ericpeters è un asteroide della fascia principale. Scoperto nel 2005, presenta un'orbita caratterizzata da un semiasse maggiore pari a 2,7351941 UA e da un'eccentricità di 0,0326067, inclinata di 6,55409° rispetto all'eclittica.